# Electronic Product EPA-6800
Electronic Product EPA-6800 (EPA-6800) је кућни рачунар фирме Electronic Product Ass. који је почео да се производи у Сједињеним Америчким Државама током 1977. године.
Користио је Motorola 6800 микропроцесорску јединицу а RAM меморија рачунара је имала капацитет од 256 бајтова. 

## Детаљни подаци
Детаљнији подаци о рачунару EPA-6800 су дати у табели испод.
|                       |                                                    |
| [ 1 ]                 |                                                    |
| Произвођач            |                                                    |
| Тип                   | кућни рачунар                                      |
| Меморија              | 256 бајтова                                        |
| Поријекло             | Сједињене Америчке Државе                          |
| Година                | 1977                                               |
| Тастатура             | 16 тастера, хексадецимална                         |
| Процесор              |                                                    |
| Фреквенција процесора | непознато                                          |
| RAM                   | 256 бајтова                                        |
| ROM                   |                                                    |
| Текст                 | 6 цифара LED показивач                             |
| Графика               |                                                    |
| Боја                  |                                                    |
| Звук                  | Унутрашњи звучник                                  |
| Димензије             | 32 (ширина) x 27,5 (дубина) x 5,5 (висина) . / 4,8 |
| Портови               |                                                    |
| Оперативни систем     |                                                    |